# Leisthaus

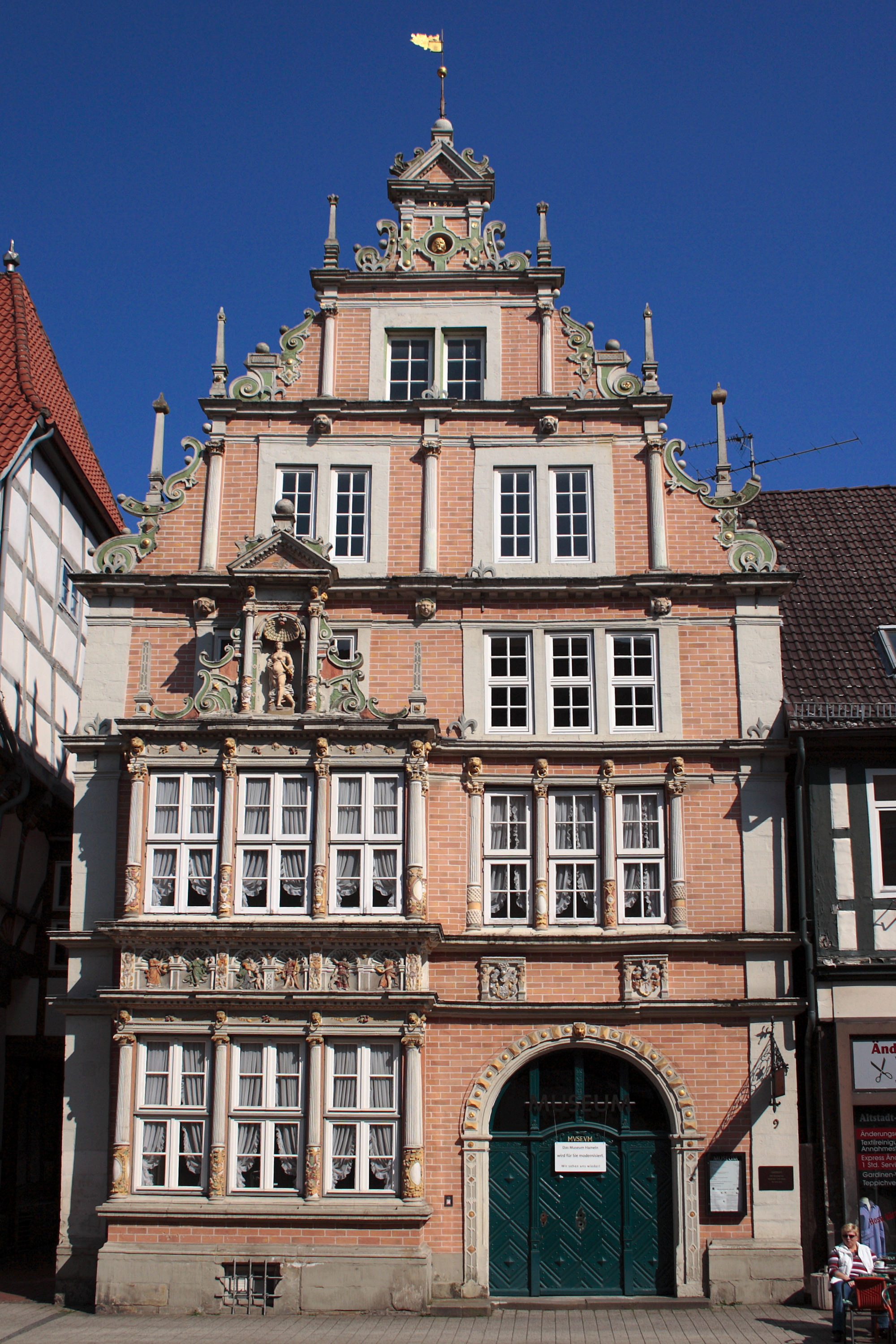
Leisthaus Hameln (2009)

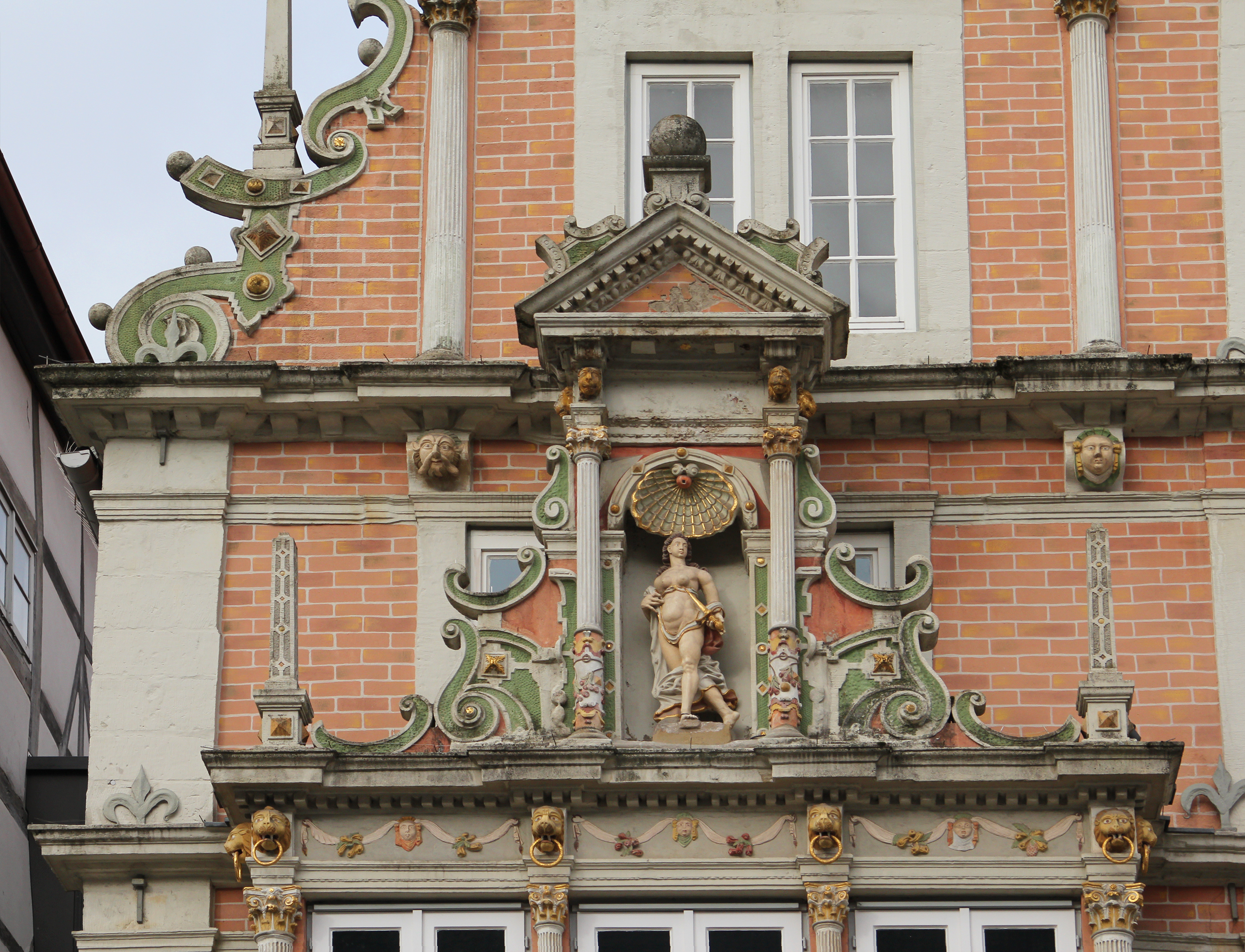
Details; Figur der Lucretia

Das Leisthaus zählt zu den bekanntesten Häusern der Hamelner Altstadt und stellt eines der prachtvollsten Bauwerke der Weserrenaissance dar. Es befindet sich in der Osterstraße 9 in der heutigen Fußgängerzone und steht unter Denkmalschutz.
Zusammen mit dem benachbarten Stiftsherrenhaus beherbergt es das Museum Hameln.

## Beschreibung
Die ältesten Gebäudeteile des Leisthauses stammen bereits aus dem Mittelalter. Von 1585 bis 1589 errichtete der Baumeister Cord Tönnis den bestehenden Neubau für den Patrizier Gerd Leist. Die mit einer rekonstruierten Backsteinbemalung versehene Sandsteinfassade zeigt im von Voluten und Obelisken geschmückten Giebel die Wappen des Bauherrn und seiner Frau. Die reich verzierte Utlucht wird von einer Figur der Lucretia bekrönt. Der Utlucht-Brüstungsfries zeigt acht Tugendallegorien. Der Fassadengiebel wird unter der Spitze und der Baujahresinschrift „1589“ in einer Nische von einem vergoldeten Neidkopf geschmückt. Trotz mehrfacher Renovierungen ist das innere Raumgefüge mit Utlucht, Tiefkeller, Küche und Kaminzimmer noch heute zu erkennen.
Seit 1912 befindet sich im Leisthaus das Museum Hameln, seit 1977 besteht eine Verbindung im ersten Obergeschoss mit dem benachbarten Stiftsherrenhaus.